# Ray Milland

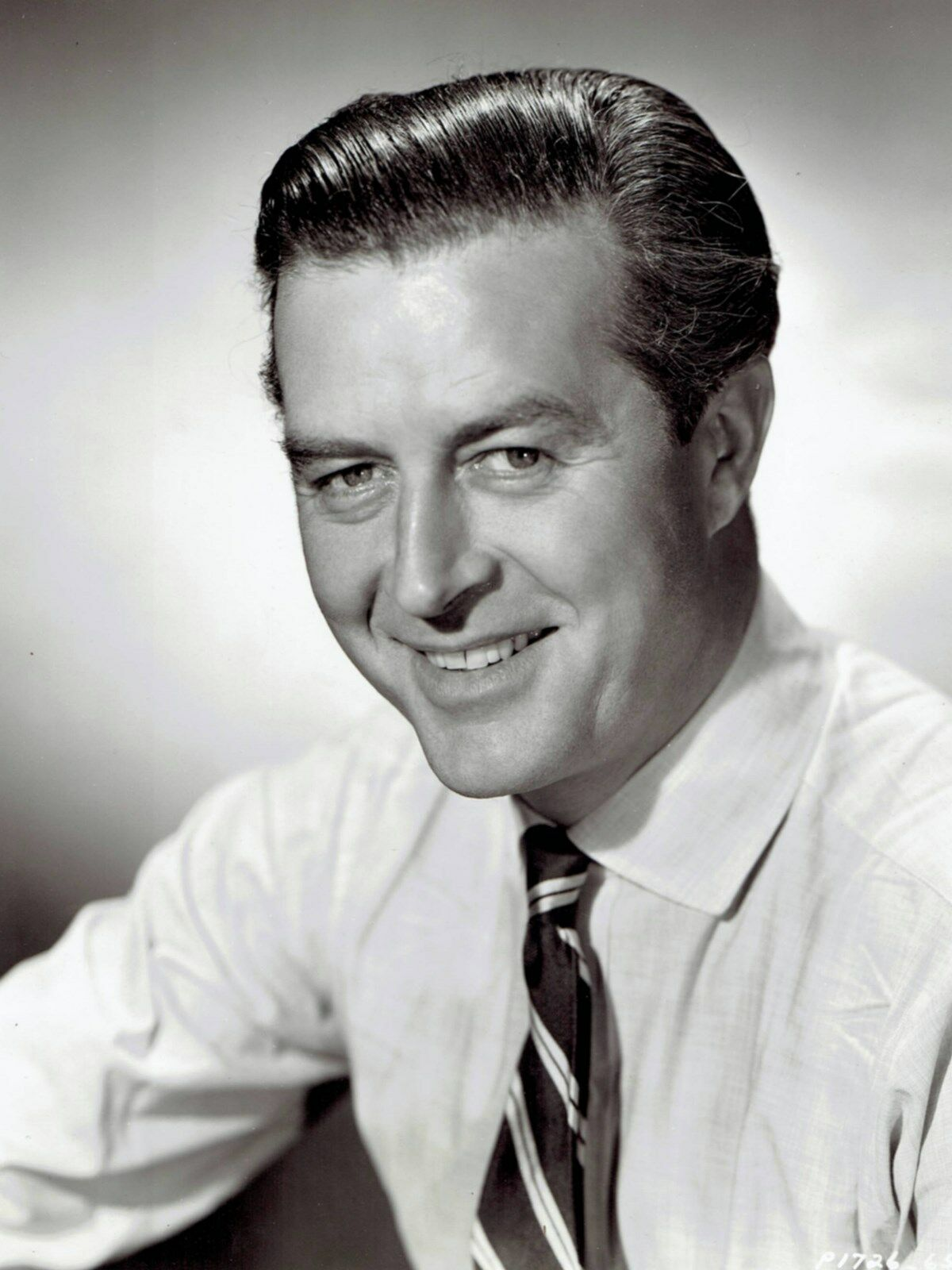
Ray Milland (1947)

Ray Milland (* 3. Januar 1907 in Cymla Mountain, Neath, Wales; † 10. März 1986 in Torrance, Kalifornien; eigentlich Reginald Alfred Jones) war ein britischer Schauspieler. Im Laufe seiner Karriere wirkte er in mehr als 175 Film- und Fernsehproduktionen aller Genres mit. Für seine Darstellung eines Alkoholikers im Filmdrama Das verlorene Wochenende erhielt er 1946 den Oscar als Bester Hauptdarsteller. Daneben inszenierte er auch einige wenige Filme als Regisseur.

## Leben
Ray Milland wurde in Wales als Sohn des Bauingenieurs Alfred Jones und dessen Ehefrau Elizabeth Truscott geboren. Nach der Scheidung der Eltern lebte er abwechselnd bei seinem Vater, seiner Mutter und anderen Verwandten. Nach der Wiederverheiratung seiner Mutter nahm er den Namen seines Stiefvaters an und war als Jack Mullane bekannt. Als glücklichste Zeit gilt das Leben bei seiner Tante Luisa, einer Halbschwester seines Vaters, die eine Pferdezucht in Wales betrieb.
Als Jugendlicher verdiente er sich in den Sommermonaten mit Gelegenheitsarbeit als Knecht, Arbeiter in einem Stahlwerk oder als Schiffsjunge seinen Lebensunterhalt. Ein Architekturstudium an der University of Wales in Cardiff brach er nach einem Jahr ab, um im Büro eines Stahlwerks zu arbeiten. Unzufrieden über seine Berufsaussichten, trat er 1925 oder 1926 der Household Cavalry bei und war in London stationiert, wo er das Partyleben genoss. Zwar gewann er die Militärmeisterschaften im Pistolen- und Gewehrschießen, sah aber nie eine berufliche Zukunft bei der britischen Gardekavallerie. Durch die Bekanntschaft mit der US-amerikanischen Schauspielerin Estelle Brody wandte er sich dem Film zu und nahm einen Künstlernamen an. Zuvor hatte er im alkoholisierten Zustand einen Zwischenfall verursacht, als sein Pferd bei der Eskorte des Königs von Afghanistan am Buckingham Palace durchging. Obwohl er zuvor niemals eine Schauspielkarriere angestrebt hatte, erhielt er aufgrund seines guten Aussehens und seiner höflichen Art Filmrollen in London und Hollywood. Die fehlende formale Ausbildung versuchte er durch das Ansehen zahlreicher Filme und das Ausfragen begabter Schauspielkollegen zu kompensieren.
Milland lernte Anfang 1932 Muriel Frances Weber kennen, eine Studentin der University of Southern California. Bereits acht Monate später, am 8. September 1932, heirateten sie und blieben ein Leben lang zusammen. Sie hatten zwei Kinder, den leiblichen Sohn Daniel (er beging 1981 im Alter von 41 Jahren Selbstmord) und die Adoptivtochter Victoria. Milland wurde in den 1940er-Jahren in den USA eingebürgert. Er unterstützte die Republikanische Partei und speziell die Kampagne von Richard Nixon während der Präsidentschaftswahl in den Vereinigten Staaten 1968. 1974 veröffentlichte er unter dem Titel Wide-eyed in Babylon seine Autobiografie.
Milland starb am 10. März 1986 im Alter von 79 Jahren an Lungenkrebs.

## Karriere
Ray Milland begann seine Filmkarriere unter dem Namen Spike Milland 1929 in Großbritannien in dem Stummfilm Piccadilly, wo er neben Charles Laughton eine Nebenrolle hatte.
Bereits im Folgejahr ging er nach Hollywood, wo er für die nächsten Jahre eine Vielzahl von Rollen in Filmen unterschiedlichster Genres spielte. Zunächst war er bei MGM unter Vertrag, wo er häufig neben Marion Davies auftrat, so in The Bachelor Father von 1930 und Polly of the Circus aus dem Jahr 1932.
Erst mit dem Wechsel zu Paramount Pictures erhielt er größere Rollen. Das Studio baute ihn zu einem beliebten Darsteller romantischer Komödien auf und oft wirkte er in Produktionen an der Seite von Claudette Colbert mit. Durch den großen Erfolg der Komödie Das Mädchen, das den Lord nicht wollte aus dem Jahr 1935, in dem Claudette Colbert sich zwischen Ray Milland als wohlhabendem Aristokraten und Fred MacMurray als ehrlichem Zeitungsreporter entscheiden musste, wurde Milland zu einem gefragten Darsteller im Genre der Screwball-Komödie. Eine seiner Rollen hatte er 1937 neben Jean Arthur in Mein Leben in Luxus unter der Regie von Mitchell Leisen. In dem Abenteuerklassiker Drei Fremdenlegionäre (1939) von William A. Wellman spielte er neben Gary Cooper eine der Hauptrollen. In den 1940er Jahren spielte Milland in Komödien wie Arise, My Love (1940), erneut unter der Regie von Mitchell Leisen und wieder an der Seite von Claudette Colbert und in Abenteuerfilmen wie Piraten im karibischen Meer (1942) neben John Wayne und Paulette Goddard. Unter der Regie von Fritz Lang war er in dem Agententhriller Ministerium der Angst (1944) zu sehen.
Als Schauspieler wurde Milland zunehmend unzufrieden mit den eher seichten Drehbüchern, die man ihm anbot, und nahm daher Billy Wilders Angebot an, in dem Film Das verlorene Wochenende (1945) einen alkoholkranken Schriftsteller zu spielen, der während eines Wochenendes gegen seine Sucht ankämpft. Für diese Darstellung erhielt Ray Milland 1946 den Oscar als Bester Hauptdarsteller und wurde mit dem Darstellerpreis auf den Filmfestspielen von Cannes 1946 ausgezeichnet. In der Folgezeit war er unter anderem in Goldene Ohrringe (1947) an der Seite von Marlene Dietrich zu sehen und hatte die Hauptrolle in dem komödiantischen Thriller Spiel mit dem Tode (1948). Jedoch verebbte seine Karriere mit dem Ende der Dekade allmählich und er spielte in den 1950er-Jahren vorrangig in weniger bemerkenswerten Filmen. Eine Ausnahme war Bei Anruf Mord von Alfred Hitchcock, in dem Millands Figur seiner von Grace Kelly dargestellten Frau nach dem Leben trachtet.
Ab 1955 versuchte sich Ray Milland auch als Regisseur. Er inszenierte den Western Ein Mann allein, bei dem er, wie auch in seinen späteren Regiearbeiten, zusätzlich die Hauptrolle übernahm. Weitere selbstinszenierte Filme folgten: Geheimzentrale Lissabon (1956), Safeknacker Nr. 1 (1958) sowie Panik im Jahre Null (1962) und Hostile Witness – Im Netz gefangen (1968). Daneben führte Milland in den 1950ern und 1960ern auch mehrmals bei Fernsehproduktionen die Regie.

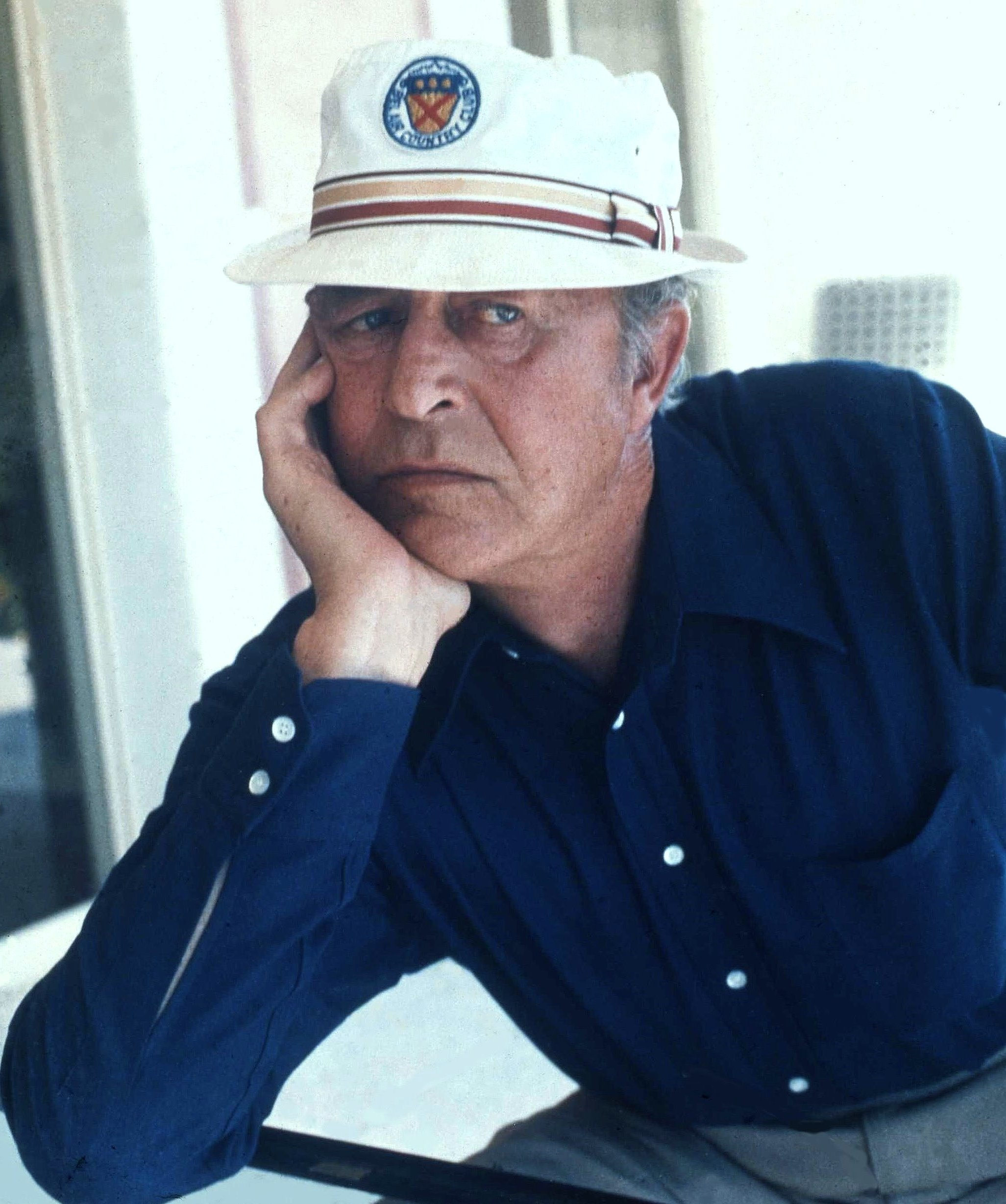
Ray Milland (1973)

In den 1960er-Jahren drehte Milland zweimal unter der Regie von Roger Corman: den Horrorfilm Lebendig begraben (1962), eine freie Bearbeitung der Kurzgeschichte Das vorzeitige Begräbnis von Edgar Allan Poe, sowie in Der Mann mit den Röntgenaugen (1963). Im Gegensatz zu anderen Hollywood-Stars seiner Ära scheute Milland sich nicht davor, in altersentsprechenden Charakterrollen aufzutreten. Dadurch blieb er auch in den 1960er- und 1970er-Jahren ein vielbeschäftigter Darsteller, als Hauptrollen für ihn altersbedingt seltener wurden. In dieser Zeit wirkte Milland in einer Vielzahl von Horror- und Science-Fiction Filmen mit, wie Frogs (1972) oder Das Ding mit den zwei Köpfen (1972), und übernahm Nebenrollen in Filmen wie Gold (1974) an der Seite von Roger Moore sowie Der letzte Tycoon (1976), der Verfilmung von F. Scott Fitzgeralds Der letzte Tycoon durch Elia Kazan. In dem weltweit erfolgreichen Liebesfilm Love Story wirkte er 1970 an der Seite von Ryan O’Neal und Ali MacGraw als vermögender Vater mit.
Bereits seit den frühen 1950er Jahren hatte Milland begonnen, für das Fernsehen zu arbeiten und hatte eigene Shows, beispielsweise zwischen 1953 und 1955 die populäre Sendung Meet Mr. McNutley (ab der zweiten Staffel die Ray Milland Show genannt). Danach erhielt er u. a. Hauptrollen in Folgen von Mystery-Serien wie Alfred Hitchcock Hour oder Night Gallery. Neben Peter Falk trat er in zwei Folgen der Fernsehserie Columbo, dabei einmal in der Rolle des Mörders. In den 1970er-Jahren spielte er unter anderem eine Hauptrolle in der Serie Reich und Arm, für die er eine Emmy-Nominierung erhielt.
Insgesamt umfasst Millands Schaffen als Schauspieler zwischen 1929 und 1985 mehr als 130 Filme und über 40 verschiedene Fernsehproduktionen.

## Filmografie (Auswahl)

### Schauspieler
- 1928: Moulin Rouge
- 1929: Die Nacht nach dem Verrat (The Informer)
- 1929: Piccadilly – Nachtwelt (Piccadilly)
- 1929: The Flying Scotsman
- 1930: Passion Flower
- 1931: The Bachelor Father
- 1932: Polly of the Circus
- 1932: Zahlungsaufschub (Payment Deferred)
- 1934: Bolero
- 1934: Charlie Chan in London
- 1934: Schiffbruch unter Palmen (We’re Not Dressing)
- 1935: Das Mädchen, das den Lord nicht wollte (The Gilded Lily)
- 1935: Der gläserne Schlüssel (The Glass Key)
- 1936: Next Time We Love
- 1936: Drei süße Mädels (Three Smart Girls)
- 1936: Die Dschungel-Prinzessin (The Jungle Princess)
- 1937: Wings Over Honolulu
- 1937: Mein Leben in Luxus (Easy Living)
- 1938: Tropic Holiday
- 1939: Drei Fremdenlegionäre (Beau Geste)
- 1940: Irene
- 1940: Arise, My Love
- 1941: I Wanted Wings
- 1941: Eheposse (Skylark)
- 1942: Piraten im karibischen Meer (Reap the Wild Wind)
- 1942: Der Major und das Mädchen (The Major and the Minor)
- 1942: Star Spangled Rhythm
- 1943: Auf ewig und drei Tage (Forever and a Day)
- 1944: Die Träume einer Frau (Lady in the Dark)
- 1944: Der unheimliche Gast (The Uninvited)
- 1944: Ministerium der Angst (The Ministry of Fear)
- 1945: Eine Lady mit Vergangenheit (Kitty)
- 1945: Das verlorene Wochenende (The Lost Weekend)
- 1947: California
- 1947: Goldene Ohrringe (Golden Earrings)
- 1947: Mädchen für Hollywood (Variety Girl) (Cameo)
- 1948: Spiel mit dem Tode (The Big Clock)
- 1949: Der Agent aus der Hölle (Alias Nick Beal)
- 1949: It Happens Every Spring
- 1950: Flammendes Tal (Copper Canyon)
- 1950: Die Männerfeindin (A Woman of Distinction)
- 1950: Mein Leben gehört mir (A Life of Her Own)
- 1951: Ein Herz für Danny (Close to My Heart)
- 1951: Der dreizehnte Gast (Circle of Danger)
- 1952: Die schwarzen Reiter von Dakota (Bugles in the Afternoon)
- 1952: Wofür das Leben sich lohnt (Something to Live For)
- 1952: Ich bin ein Atomspion (The Thief)
- 1954: Bei Anruf Mord (Dial M for Murder)
- 1955: Ein Mann allein (A Man Alone)
- 1956: Geheimzentrale Lissabon (Lisbon)
- 1956: Die unsichtbare Front (Three Brave Men)
- 1957: Kameraden der Luft (High Flight)
- 1958: Safeknacker Nr. 1 (The Safecracker)
- 1962: Lebendig begraben (The Premature Burial)
- 1962: Panik im Jahre Null (Panic in Year Zero!)
- 1963: Der Mann mit den Röntgenaugen (The Man With the X-Ray Eyes)
- 1964: Heirate mich, Gauner! (The Confession)
- 1968: Hostile Witness – Im Netz gefangen (Hostile Witness)
- 1969: Daughter of the Mind
- 1970: Love Story
- 1971: Columbo: Mord mit der linken Hand (Death Lends a Hand) (Fernsehfilm)
- 1972: Frogs
- 1972: Das Ding mit den 2 Köpfen (The Thing with Two Heads)
- 1972: Columbo: Blumen des Bösen (The Greenhouse Jungle) (Fernsehfilm)
- 1974: Gold
- 1974: Nacktes Entsetzen (Un par de zapatos del '32)
- 1975: Die Flucht zum Hexenberg (Escape to Witch Mountain)
- 1976: Per Saldo Mord (The Swiss Conspiracy)
- 1976: Der letzte Tycoon (The Last Tycoon)
- 1976: Schlacht in den Wolken (Aces High)
- 1976: Reich und Arm (Rich Man, Poor Man) (Fernsehserie)
- 1976: Slavers – Die Sklavenjäger
- 1976: SOS in den Wolken (Mayday at 40.000 Feet) (Fernsehfilm)
- 1977: Blutiger Zahltag (La ragazza del pigiama giallo)
- 1977: Das Unheimliche (The Uncanny)
- 1978: Kampfstern Galactica (Battlestar Galactica) (TV-Serie, Gastauftritt)
- 1978: Fantasy Island (TV-Serie; 1 Folge)
- 1978: Olivers Story (Oliver’s Story)
- 1979: Love Boat (TV-Serie; 1 Folge)
- 1980: Drei Engel für Charlie (Charlie's Angels) (TV-Serie; 1 Folge)
- 1980: 13 Stufen zum Terror (The Attic)
- 1982: Hart aber herzlich (Hart To Hart) (TV-Serie; Folge: Wiedersehen mit Daddy)
- 1983: Hart aber herzlich (Hart To Hart) (TV-Serie; Folge: Alte Liebe macht blind)
- 1983: Starflight One – Irrflug ins Weltall (Starflight: The Plane That Couldn’t Land)
- 1985: Hydra – Die Ausgeburt der Hölle (Serpiente de mar)

### Regisseur
- 1955: Ein Mann allein (A Man Alone)
- 1956: Geheimzentrale Lissabon (Lisbon)
- 1958: Safeknacker Nr. 1 (The Safecracker)
- 1962: Panik im Jahre Null (Panic in Year Zero!)
- 1968: Hostile Witness – Im Netz gefangen (Hostile Witness)

## Auszeichnungen
- 1945: National Board of Review Award – Das verlorene Wochenende (Bester Hauptdarsteller)
- 1946: Darstellerpreis beim Internationalen Filmfestival von Cannes – Das verlorene Wochenende
- 1946: Golden Globe Award  – Das verlorene Wochenende (Bester Hauptdarsteller)
- 1946: New York Film Critics Circle Award – Das verlorene Wochenende (Bester Hauptdarsteller)
- 1946: Oscar – Das verlorene Wochenende (Bester Hauptdarsteller)
- 1953: Golden-Globe-Nominierung – Ich bin ein Atomspion (Bester Hauptdarsteller – Drama)
- 1960: Stern auf dem Hollywood Walk of Fame (1621 Vine Street)
- 1976: Emmy-Nominierung – Reich und Arm (Bester Nebendarsteller – Dramaserie)